# واريو لاند 2
واريو لاند 2 (بالإنجليزية: Wario Land II)‏ هي لعبة منصات صدرت لغيم بوي في عام 1998. لاحقًا حُسِّنَت اللعبة لغيم بوي كولر. في اللعبة، يتعين على واريو استرداد كنزه من الكابتن شراب. أعيد إصدار نسخة غيم بوي كولر لفرتشول كونسول الخاص بنينتندو 3دي أس في عام 2012.

## أسلوب اللعب
على عكس معظم ألعاب الفيديو في ذلك الوقت، يأتي تحدي اللعبة في الغالب من خلال إعاقة تقدم اللاعب من خلال تنفيذ عقبات مادية أو حل الألغاز أو المسارات المحجوبة بواسطة أقفال العملات أو الكنوز أو إجبار واريو على العودة إلى المناطق التي سبق زيارتها. من خلال العثور على مخارج مخفية في بعض المراحل، يمكن للاعب تغيير اتجاه مخطط اللعبة والكشف عن نهايات مختلفة، وكذلك العثور على المزيد من الكنوز. بالإضافة إلى الفصل الأخير حقًا، يمكن فتح خمس نهايات أخرى من خلال جمع كل الكنوز. لعبة سيمون سايز المصغرة المستند إلى لعبة غيم أند واتش، فلاغ مان، إنه يمكن فتحه من خلال جمع كل مربعات الصور. لا يملك واريو أي نقاط حياة ولا يمكن أن يموت؛ بعض هجمات العدو تدفعه للخلف وتسبب له إسقاط بعض العملات المعدنية. يمكنه الاستفادة من بعض هجمات العدو ولكن لإجراء تحولات تسمح له بالوصول إلى المناطق التي لا يمكنه الوصول إليها عادةً. على سبيل المثال، يؤدي التعرض للنيران إلى جعل واريو يركض في الأرجاء ويغمره اللهب بالكامل، مما يسمح له بهزيمة الأعداء عند الاتصال. على عكس سابقتها، ليس للعبة حد زمني، مما يسمح للاعب باستكشاف المناطق في وقت غير محدود، وهي ميزة مدمجة في الأجزاء اللاحقة.

## الحبكة
تتميز اللعبة بعودة خصم واريو، كابتن شراب. في وقت مبكر من صباح أحد الأيام، كانت هي وعدد قليل من جنودها، قراصنة الغوومز (سبيرمن، وهم بقايا من واريو لاند؛ عدة مستويات مختلفة تتعامل مع هزيمة سبيرمان العملاق)، تسللوا إلى قلعة واريو ويسبب الخراب. سرقوا كنزه الثمين، وأطلقوا المنبه العملاق، وتركوا الصنبور مفتوحًا، مما أدى إلى إغراق معظم قلعته. بعد أن يستيقظ واريو ويكتشف ما يجري، يقوم بمطاردة عبر الأراضي المحيطة.

## التقييم
| نتائج المراجعة نشرة نقاط 3 دي أس غيم بوي كولر أول غيم غ/م آي جي إن غ/م 9/10 نينتندو لايف غ/م مجموع النقاط غيم رانكينغز غ/م 88.04% |            |              |
| نتائج المراجعة |            |              |
| نشرة | نقاط       | نقاط         |
| نشرة | 3 دي أس    | غيم بوي كولر |
| أول غيم | غ/م        | 4/5 stars    |
| آي جي إن | غ/م        | 9/10         |
| نينتندو لايف | 9/10 stars | غ/م          |
| مجموع النقاط |            |              |
| غيم رانكينغز | غ/م        | 88.04%       |

تلقت اللعبة إشادة من النقاد. تلقت نسخة غيم بوي كولر مجموع نقاط 88.04٪ من غيم رانكينغز بناءً على 14 تقييمًا. أعطت آي جي إن اللعبة 9 من 10، مصرة على أنها «اللعبة المثالية لمرافقتك في رحلة طويلة على الطريق نظرًا لقابليتها لإعادة التشغيل.» منحت نينتندو لايف لنسخة فرتشول كونسول 9 من أصل 10، بحجة أن «المعجبين الكبار في اللعبة الأولى قد يتحسرون على التغيير الكبير المفاجئ في لعبة واريو لاند 2، ولكن إذا جربتها، فستجد أنها في الواقع جيدة جدًا.»

## الملاحظات
1. ↑  تسمى في اليابان:واريو لاند 2: ذا ستولين تريجر (بالإنجليزية: Wario Land 2: The Stolen Treasure‎؛ باليابانية: ワリオランド2 盗まれた財宝؟)